# Alfa Romeo 33 Stradale (2023)
Alfa Romeo 33 Stradale – supersamochód klasy średniej produkowany pod włoską marką Alfa Romeo od 2024 roku.

## Historia i opis modelu

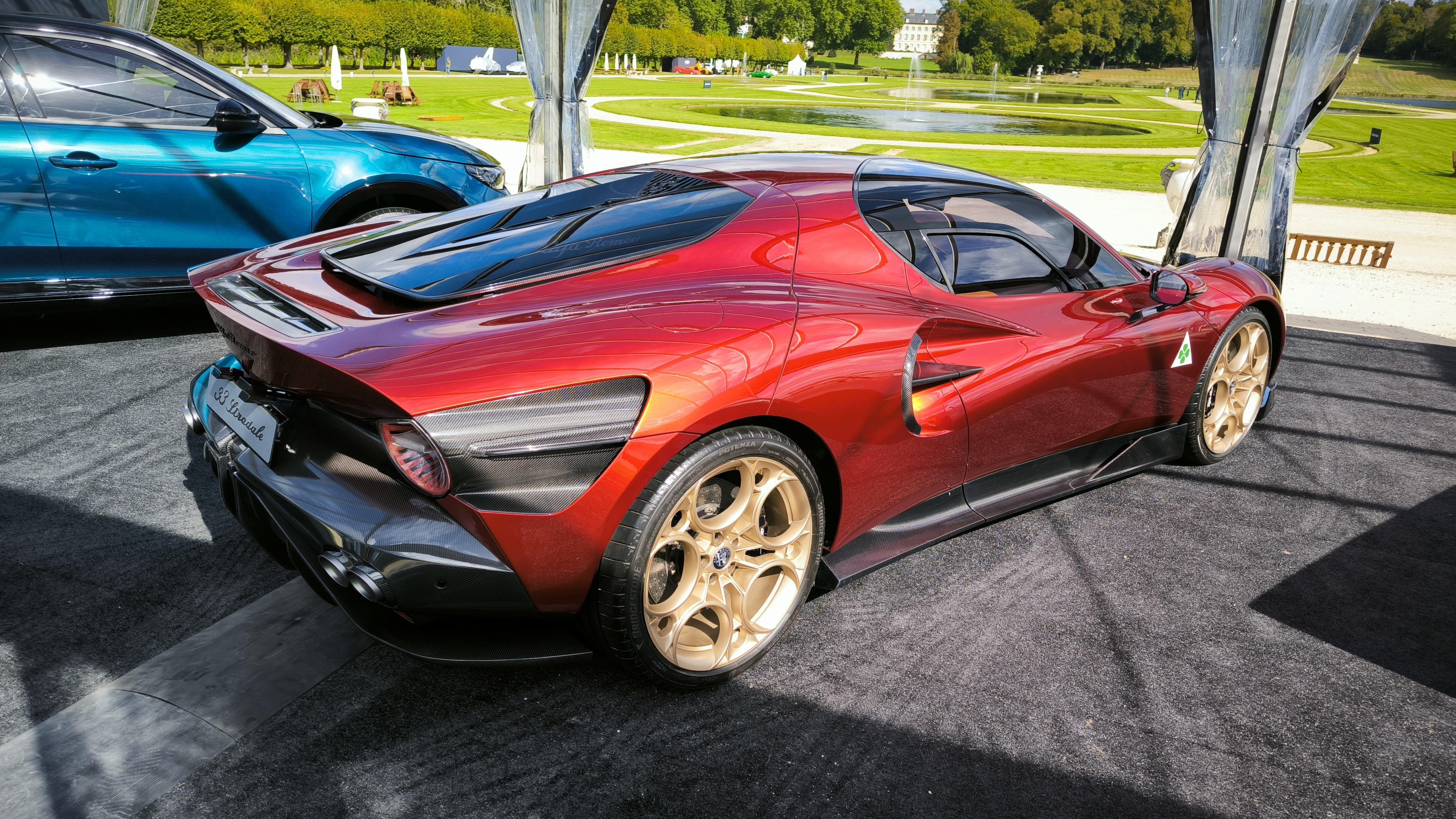
Alfa Romeo 33 Stradale - tył

Projekt pierwszego współczesnego supersamochodu Alfy Romeo został zainicjowany w lipcu 2022 roku przez nowego prezesa firmy, Jeana-Philippe’a Imparato, którego pomysł na limitowany model specjalny zrodził się spontanicznie podczas wizyty w muzeum włoskiej firmy w Arese. Realizacja projektu zajęła kolejny rok, kończąc się światową premierą na początku września 2023. Alfa Romeo 33 Stradale powstało jako nowoczesna interpretacja klasycznego modelu z lat 60. XX wieku o takiej samej nazwie, będąca hołdem dla dziedzictwa włoskiej firmy. Jako bazę techniczną i konstrukcyjną wykorzystany został pokrewny model innej marki koncernu Stellantis, Maserati MC20. Samochód oparto na tzw. monokoku łączącym aluminiową ramę z elementami z włókna węglowego.
Projekt stylistyczny współczesnego 33 Stradale opracował nowy stylista Alfy Romeo, Alejandro Mesonero-Romanos. Samochód otrzymał duże, nisko osadzone reflektory, relatywnie niewielki włot powietrza, muskularnie zarysowane nadkola, a także duże okrągłe tylne lampy z motywem pustego środka. Drzwi są uchylane do góry, z kolei tylne nadkola wzbogacił rozbudowany system wlotów powietrza. Dla lepszego doświetlenia kabiny pasażerskiej, dach zintegrowany z zachodzącymi na tę część nadwozia drzwiami został przeszklony.
Kabina pasażerska utrzymana została w rzemieślniczo-minimalistycznej estetyce, z cyfrowymi zegarami oferującymi różne rodzaje prezentowanych danych i dużym kołem kierownicy. Kokpit wykonano z mieszanki aluminium, włókna węglowego i skóry, z kolei sportowe fotele umożliwiły rozbudowaną regulację. Przewidziano także wysuwany wyświetlacz, za pomocą którego sterować można głównymi funkcjami pojazdu.
Do napędu Alfa Romeo 33 Stradale wykorzystany został zmodyfikowany silnik Alfa Romeo Giulii Quadrifoglio typu V6, który zamiast 2,9 litra zyskał powiększoną pojemność 3 litrów. Podwójnie turbodoładowana jednostka rozpędza się maksymalnie do 333 km/h, osiąga 100 km/h w 2,5 sekundy i posiada 620 KM mocy, współpracując z dwusprzęgłową automatyczną skrzynią biegów niemieckiej firmy ZF.

### 33 Stradale BEV
Limitowany supersamochód Alfy Romeo został zbudowany nie tylko w spalinowym, ale i w pełni elektrycznym wariancie. Wyposażony został on w układ napędowy rozwijający moc maksymalną 750 KM oraz ok. 450 kilometrów zasięgu według normy WLTP.

### Sprzedaż
Alfa Romeo 33 Stradale powstało jako samochód o ściśle limitowanym wolumenie, który ograniczony został zgodnie z nazwą do 33 egzemplarzy. Produkcją tego modelu zajęła się niezależna manufaktura Carrozzeria Touring Superleggera, z czego każda sztuka została sprzedana za nieokreśloną przez Alfę Romeo cenę jeszcze przed wrześniową prezentacją. Producent przewidział głęboki zakres personalizacji każdego z egzemplarzy, pozwalając nawet na wybranie własnej konfiguracji 8 cyfr w numerze VIN. Budowę pierwszych sztuk wyznaczono na czerwiec 2024 roku.

### Silnik
- V6 3.0l 620 KM